# Porpidia confluenta
Porpidia confluenta är en lavart som beskrevs av Fryday 1996. Porpidia confluenta ingår i släktet Porpidia och familjen Porpidiaceae.   Inga underarter finns listade i Catalogue of Life.